# Inés Eduviges de Anhalt
Inés Eduviges de Anhalt (en alemán, Agnes Hedwig von Anhalt; Dessau, 12 de marzo de 1573-Sønderborg, 3 de noviembre de 1616) fue una princesa de Anhalt por nacimiento, abadesa de Gernrode, y por matrimonio electora consorte de Sajonia y después duquesa de Schleswig-Holstein-Sonderburg.

## Biografía
Era la hija del príncipe Joaquín Ernesto de Anhalt y de su segunda esposa, Leonor de Wurtemberg. Entre 1581 y 1586, fue abadesa de la Abadía de San Ciríaco en Gernrode.
El 3 de enero de 1586, a la edad de 13 años, contrajo matrimonio con el elector Augusto de Sajonia, convirtiéndose en su segunda esposa. En su noche de bodas, se afirma que pidió la liberación de Caspar Peucer. El elector Augusto murió unas pocas semanas después, el 11 de febrero de 1586. Recibió el Castillo de Lichtenburg como viuda, aunque nunca vivió ahí.
Dos años más tarde, el 14 de febrero de 1588, contrajo matrimonio con el duque Juan II de Schleswig-Holstein-Sonderburg; era su segunda esposa también. Murió en 1616, seis años antes que su marido.

## Descendencia
De su segundo matrimonio, Inés Eduviges tuvo nueve hijos:
1. Leonor (4 de abril de 1590-13 de abril de 1669).
2. Ana Sabina (7 de marzo de 1593-18 de julio de 1659), desposó el 1 de enero de 1618 al duque Julio Federico de Wurtemberg-Weiltingen.
3. Juan Jorge (9 de febrero de 1594-25 de enero de 1613).
4. Joaquín Ernesto (29 de agosto de 1595-5 de octubre de 1671), duque de Schleswig-Holstein-Sonderburg-Plön (1622-1671).
5. Dorotea Sibila (13 de julio de 1597-21 de agosto de 1597).
6. Dorotea María (23 de julio de 1599-27 de marzo de 1600).
7. Bernardo (12 de abril de 1601-26 de abril de 1601).
8. Inés Magdalena (17 de noviembre de 1602-17 de mayo de 1607).
9. Leonor Sofía (24 de febrero de 1603-5 de enero de 1675), desposó el 28 de febrero de 1624 al príncipe Cristián II de Anhalt-Bernburg.